# 新伊萬尼夫卡 (錫內利尼科韋區)
新伊万尼夫卡（烏克蘭語：Новоіванівка），是烏克蘭中部第聶伯羅彼得羅夫斯克州錫內利尼科韋區瓦西利基夫卡市镇内的村落。分別距離新佩特里夫西克1公里和魯巴尼夫西克2公里，2001年人口148。